# Sphenoptera chobauti
Sphenoptera chobauti es una especie de escarabajo del género Sphenoptera, familia Buprestidae. Fue descrita científicamente por Abeille de Perrin en 1897.

## Distribución
Habita en la región paleártica.